# Amadou Bamba Ndiaye
Pour les articles homonymes, voir Amadou Ndiaye, Bamba et Ndiaye.
Le colonel Amadou Bamba Ndiaye est un officier supérieur sénégalais né le 5 juillet 1930 à Linguère (Sénégal) et mort le 12 octobre 2008 à Clamart. Il a été préfet et pendant 11 années le Commandant du Groupement national des Sapeurs pompiers qu'il a aidé à mettre en place.

## Formation
Ancien enfant de troupe
En octobre 1960, il intègre l’école de formation des officiers de réserve d’Outre-mer.

## Carrière
Le 1er juillet 1948, à sa majorité il rejoint le premier Régiment des tirailleurs sénégalais.
Il a effectué des missions deux fois en Indochine, entre février 1950 et novembre 1957, en Algérie d’avril 1959 et février 1960. Il a participé à toutes les dernières opérations de maintien de sécurisation et de maintien de l’ordre de l’Armée française.
Le 1er octobre 1962, il intègre les Forces armées sénégalaises et devient sous-lieutenant.
Entre 1968 et 1974, il est successivement préfet de Sédhiou et de Kédougou.
De septembre 1976 à décembre 1987, il est à la tête du Groupement national des sapeurs pompiers. 

## Distinctions
- Grand Croix de l’Ordre du Mérité sénégalais
- Grand officier de l’Ordre du Lion
- Grand officier de l’Ordre du Mérite
- Officier de l’Ordre du Mérite français
- Officier de la Légion d'honneur